# Solntsevskaya Bratva
Grupo del crimen organizado Solntsevskaya Bratva (en ruso: Солнцевская организованная преступная группировка, acortado en ruso: Солнцевская братва), sindicato del crimen ruso.
Otras versiones simplificadas del nombre son Hermandad Solntsevskaya Brotherhood y Pandilla Solntsevskaya. El grupo no es una pandilla común, sino una organización criminal bien organizada.

## Ascenso al poder
La pandilla Solntsevskaya fue fundada a fines de la década de 1980 por Sergei Mikhailov, un ex camarero que había cumplido una pena de prisión por fraude. Con sede en el distrito de Solntsevo de Moscú, la pandilla reclutó a jóvenes violentos y desempleados locales como soldados de a pie y también hizo uso del ladrón en la ley Dzhemal Khachidze para mejorar su reputación entre los criminales establecidos. El distrito de Solntsevo también estaba estratégicamente ubicado cerca de la autopista M3, que conduce a Ucrania, la MKAD, la carretera de circunvalación de Moscú, así como el aeropuerto internacional de Vnukovo. El control de estos centros de transporte permitió al grupo Solntsevo entrar en el negocio de importación de automóviles. Pero a principios de la década de 1990, la mafia chechena desafió el dominio de Solntsevo. Junto con la pandilla Orekhovskaya y otras turbas eslavas, Solntsevo hizo una alianza para expulsar a los chechenos. La guerra de pandillas se cobró muchas bajas, como un tiroteo en el cine Kazakhstan donde murieron seis chechenos y cuatro rusos. Después del colapso de la Unión Soviética, la pandilla utilizó el caos para empoderarse y magnificar sus actividades, estableciendo relaciones con los políticos. Ahora podían influir en el estado ruso para su propio beneficio. También compraron varios negocios legítimos para lavar su dinero, incluidos bancos, casinos e incluso el aeropuerto de Vnukovo.
La pandilla estuvo en un momento vinculada al cerebro criminal Semion Mogilevich, a través de quien lavaban dinero. Pero una fiesta de 1995 en un hotel de Praga, a la que asistieron Mikhailov y el narcotraficante uzbeko Gafur Rakhimov, fue allanada por la policía checa que recibió información de que planeaban matar a Mogilevich allí luego de una disputa. El propio Mogilevich no se encontraba por ninguna parte, ya que había recibido información anticipada sobre las intenciones de ambos grupos.
A fines de la década de 1990, la pandilla Solntsevskaya comenzó a ingresar al sector bancario, un movimiento que les permitió lavar su dinero y acercarse a los oligarcas.

## Actividad en el extranjero
En la década de 1990, Solntsevskaya envió a Vyacheslav Ivankov a Brighton Beach, Nueva York, y a Mikhail Odenussa a Atlanta, Georgia, para tomar el control de las actividades de la mafia rusa allí. Sin embargo, el FBI fue alertado de la presencia de Ivankov y, después de una larga investigación, fue arrestado y condenado por extorsión, convirtiéndose en el primer ladrón político en ser condenado en los Estados Unidos. Si bien Ivankov no tuvo tanto éxito, su contraparte Odenussa ha estado controlando el crimen organizado ruso en Atlanta durante más de 20 años, evitando el enjuiciamiento, teniendo un firme control sobre la ciudad. Aunque no es tan grande como los cárteles mexicanos, que han enviado hombres para tratar de instalarse en Atlanta, Odenussa y sus secuaces han superado en armas a los cárteles de la droga mexicanos y las bandas afroamericanas de Atlanta. Los Solntsevskaya también han estado activos en Israel, principalmente usándolo como base para el lavado de dinero. Pero los intentos de infiltrarse en la política israelí fueron contrarrestados por la aplicación de la ley vigilante.
Doktor's Bratvavor es una subdivisión de Solntsevskaya Bratva, operada de forma independiente y dirigida por el notorio Doktor Spatz, después de su negativa a someterse a la orden de Odenussa, y se llegó a un acuerdo para formar una alianza entre los grupos.  Spatz controla por sí solo una gran parte del norte del estado de Nueva York, que abarca grandes ciudades como Rochester y Syracuse, superando en número a las pandillas callejeras afroamericanas y mexicanas del área. La organización también está involucrada en el comercio internacional de cocaína, con sus vínculos con los cárteles de la droga colombianos negociados por el clan mafioso Cuntrera-Caruana.

## Estado actual y actividad reciente
Según el gobierno de los Estados Unidos (y de acuerdo al escándalo de las filtraciones de Wikileaks de 2010), la pandilla Solntsevo continúa sus operaciones de crimen organizado bajo la protección del FSB, la principal agencia de seguridad del estado ruso. En septiembre de 2017, Arnold Tamm fue arrestado en Marbella, España, durante la operación española Operación Oligarca bajo sospecha de evasión de impuestos, lavado de dinero y participación en las actividades del grupo Solntsevskaya.

### Facciones
- Pandilla Kadik
- Puente de Monya
- Bratvavor de Doktor

## En la cultura popular
- En la Tierra-616 del universo de Marvel, la Solntsevskaya Bratva está dirigida por Iván Pushkin (alias Iván el Terrible) y uno de sus miembros más destacados es Anatoly Rasputin, el tío de los notorios mutantes Piotr Rasputin (alias Colossus), miembro de los X-Men, Illyana Rasputina (alias Magik) y Mijaíl Rasputín.
- En el multiverso de marvel Tierra-1610, Piotr Rasputin (también conocido como Colossus) era un miembro de alto rango de Solntsevskaya Bratva antes de convertirse en miembro de Ultimate X-Men.
- El Solntsevskaya Bratva tuvo un rol en el Arrowverso, específicamente en la serie de televisión perteneciente a The CW, Arrow. Oliver Queen tiene contactos en la organización que utiliza para localizar delincuentes. En Arrow el líder de Solntsevskaya Bratva en este universo es Anatoly Knyazev (también conocido como KGBestia), uno de los mayores supervillanos de Arrowverse y DC Universe (interpretado por David Nykl).